# Laura & the Lovers
I Laura & the Lovers sono stati un gruppo musicale lituano attivo dal 2005 al 2009 formato da Laura Čepukaitė, Donatas Paulauskas, Martynas Lukoševičius e Audrius Piragis.
Hanno rappresentato la Lituania all'Eurovision Song Contest 2005 con il brano Little by Little.

## Carriera
Il 26 febbraio 2005 i Laura & the Lovers hanno partecipato alla selezione del rappresentante lituano per l'Eurovision cantando Little by Little e venendo incoronati vincitori dal televoto. Nella semifinale dell'Eurovision Song Contest 2005, che si è tenuta il successivo 19 maggio a Kiev, si sono piazzati all'ultimo posto su 24 partecipanti con 17 punti totalizzati. Il loro album di debutto, intitolato Tarp krintančių lapų, è stato pubblicato l'anno successivo.

## Discografia

### Album
- 2006 – Tarp krintančių lapų

### Singoli
- 2005 – Little by Little